# Cowgirls
Le Cowgirls erano un gruppo musicale danese di musica country attivo fra il 2001 e il 2002 e formato da Sanne Salomonsen, Lis Sørensen e Tamra Rosanes.

## Carriera
Le Cowgirls sono nate da un'idea di Tamra Rosanes, cantante country statunitense naturalizzata danese, che ha convinto Sanne Salomonsen e Lis Sørensen, due nomi affermati della scena musicale danese, a intraprendere un progetto musicale country.
Le tre hanno registrato sedici canzoni, prevalentemente a Nashville insieme a produttori statunitensi, undici delle quali sono state scelte per il loro album Girls Night Out. Il disco, uscito nel 2001, ha debuttato in vetta alla classifica danese, rimanendo in classifica per cinque mesi e finendo per vendere più di 80 000 copie a livello nazionale.
L'album è stato accompagnato da una tournée attraverso la Danimarca all'inizio del 2002, dopo la quale il trio si è sciolto, se non per radunarsi in esibizioni sporadiche negli anni successivi.

## Discografia

### Album in studio
- 2001 – Girls Night Out

### Singoli
- 2001 – Teach Your Children